# Lamelle (Mykologie)

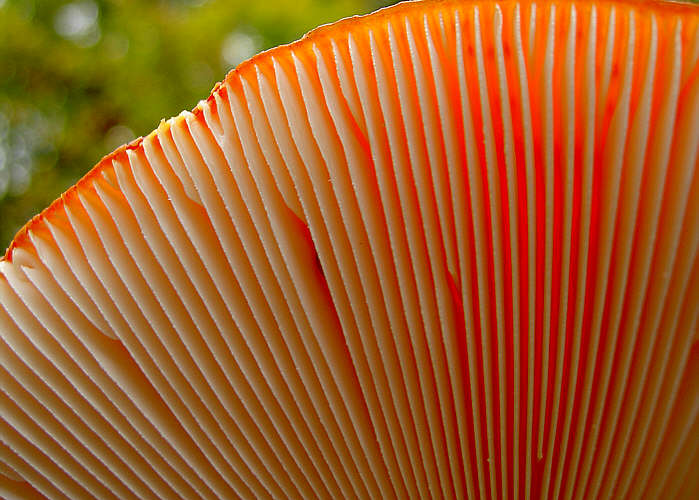
Lamellen des Fliegenpilzes

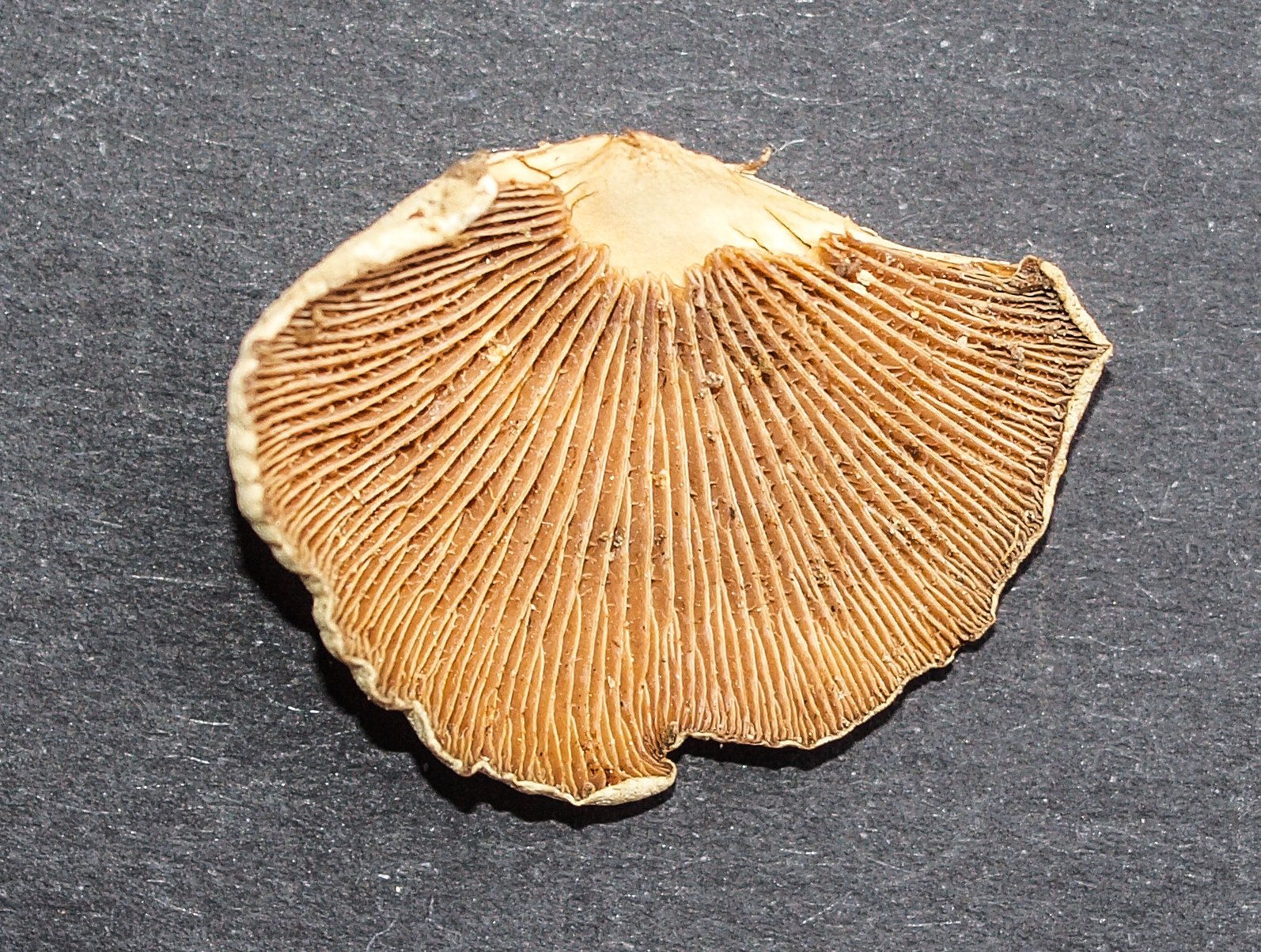
Herber Zwergknäueling, Lamellen mit Anastomosen

Als Lamellen bezeichnet man eine bei den Ständerpilzen häufig vorkommende Form des Hymenophors (Träger des Hymeniums, welches die Sporen produziert). Das lamellige Hymenophor befindet sich auf der Unterseite des Huts. Blatt steht synonym für Lamelle, daher heißt eine Gruppe typischer lamellentragender Pilze auch Blätterpilze.
Bei den Blätter- oder Lamellenpilzen ist die Form der Fruchtschicht auf der Hutunterseite mehr oder weniger eng beieinander stehend blattartig ausgebildet. Die Lamellen können unverzweigt radial, verzweigt oder mit Querverbindungen (= Anastomosen) ausgestattet sein. Die Oberfläche der Lamellen ist mit Zellen (Basidien) bedeckt, an deren Außenseite die Sporen entwickelt werden.

## Taxonomische Bedeutung
Sowohl die Farbe, die Form und die Art der Anheftung der Lamellen an den Stiel sind charakteristische Eigenschaften, die hilft, einen Großpilz makroskopisch zu bestimmen.

### Farbe
Bei einigen Pilzarten haben die Lamellen eine typische Grundfarbe, die sekundär durch die reifenden Sporen verfärbt werden. So ist zum Beispiel bei den Haarschleierlingen die Grundfarbe der Lamellen oft Lila. Erst später werden sie durch die Sporen rostbraun gefärbt.

### Form
Die folgenden Bilder beschreiben die wesentlichen Formen der Lamellenausprägung. Übergänge zwischen den Formen sind jedoch nicht selten.

gegabelt
verzweigt
mit Anastomosen
mit Lamellulae
dicht, gedrängt
weit

### Art der Anheftung an den Stiel
Ein weiteres wichtiges Merkmal ist die Anheftung an den Stiel.
Neben den nachfolgend abgebildeten Eigenschaften gibt es noch die Formen bauchig, bogig, gewellt, gezähnt, gesägt, fast frei, mit Collar …

frei
adnex oder angeheftet
adnat oder angewachsen
abgespalten
emarginat oder ausgebuchtet
sinuat oder mit Zahn herablaufend
subdecurrent
decurrent oder herablaufend

frei: Lamellen erreichen nicht den Stiel. Zum Beispiel typisch für Champignons Agaricus und Scheidlinge

fast frei: Zwischen frei und adnex

adnex: Lamellen sind weniger als zur Hälfte ihrer Breitseite am Stiel angewachsen

adnat: Lamellen sind zu mehr als die Hälfte ihrer Breitseite am Stiel angewachsen

emarginat: Die Ansatzstelle einer Lamelle am Stiel sieht so aus, als wäre ein Teil davon
herausgebrochen oder herausgebissen

herablaufend: Lamellen laufen ein kürzers oder längeres Stück am Stiel herab. Zum Beispiel typisch für die Gattung Trichterlinge Clitocybe.

## Leisten

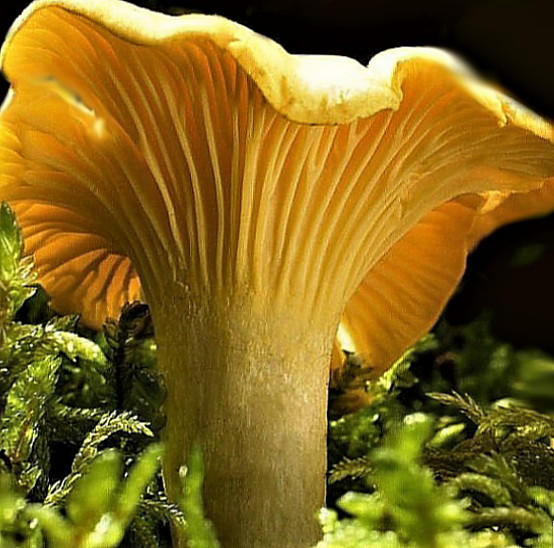
Das Hymenophor des Echten Pfifferlings (Cantharellus cibarius) ist als lamellenähnliche Leisten ausgebildet.

Ähnlich zu Lamellen, aber von diesen abzugrenzen, sind Leisten. Im Unterschied zu den einzeln stehenden Lamellen sind Leisten eigentlich aderige oder runzelige Falten des Hymenophors, wobei auch die Vertiefungen zwischen den Leisten mit Hymenium bedeckt sind. Leisten kommen vor allem innerhalb der Stoppelpilzverwandten (Hydaceae) bei den Leistlingen, also den Pfifferlingen und Kraterellen vor (außerdem bei einigen anderen Pilzarten wie dem Schweinsohr).